# 四川省人民委员会
四川省人民委员会是1955年1月至1968年5月间中华人民共和国四川省的省级国家行政机关。

## 历任领导

### 四川省一届人大期间
- 任期：1955年1月—1958年6月
- 省长：李大章
- 副省长：邓锡侯、阎红彦、任白戈、钟体、余际唐、桑吉悦希（1955年12月－）、赵苍璧（1956年11月－）、张秀熟（1956年11月－）、张韶方（1956年11月－）、康乃尔（1956年11月－）、罗忠信（1956年11月－）、童少生（1956年11月－）

### 四川省二届人大期间
- 任期：1958年6月—1963年8月
- 省长：李大章
- 副省长：阎红彦、邓锡侯、赵苍璧、吴克坚、李斌、桑吉悦希、钟体（1962年4月逝世）、张秀熟、张韶方、康乃尔、童少生、邓华（1960年5月－）

### 四川省三届人大期间
- 任期：1963年8月—1968年5月
- 省长：李大章
- 副省长：赵苍璧、邓锡侯、杨超、邓华、桑吉悦希、杨万选、张秀熟、童少生、张为炯（1964年10月－）、张力行（1964年10月－）、张呼晨（1964年10月－）、李林枝（1965年12月－）、秦传厚（1965年12月－）、孟东波（1965年12月－）